# Assamia
Genre
Assamia est un genre d'opilions laniatores de la famille des Assamiidae.

## Distribution
Les espèces de ce genre se rencontrent en Asie du Sud et en Asie du Sud-Est.

## Liste des espèces
Selon World Catalogue of Opiliones (01/06/2021) :
- Assamia bituberculata Thorell, 1889
- Assamia gravelyi Roewer, 1911
- Assamia westermanni Sørensen, 1884

## Publication originale
- Sørensen, 1884 : « Opiliones Laniatores (Gonyleptides W. S. Olim) Musei Hauniensis. » Naturhistorisk Tidsskrift, vol. 14, p. 555–646.